# Еліс Енглерт
Еліс Аллегра Енглерт (англ. Alice Allegra Englert, народилась 15 червня 1994 року в Сіднеї) — австралійська акторка.

## Біографія
Еліс Аллегра Енглерт народилась 15 червня 1994 року в Сіднеї, у творчій родині. ЇЇ батько, Колін Енглерт, режисер та продюсер, а матір, Джейн Кемпіон - кінематографіст, автор стрічок «Піаніно», «Яскрава зірка» і лауреат премії Оскар за найкращий сценарій у 1993 році.
Еліс постійно подорожувала з батьками, але не одразу обрала професію акторки. У дитинстві вона захоплювалася музикою та малюванням. У 2001 році відбувся її дебют у короткометражці «Listen», і вже через 5 років з'явилась у фільмі за твором своєї матері «Щоденник води».
Найбільш відомою Еліс стала у 2012 році, коли вона зіграла роль у фільмі «Бомба» з акторкою Ель Феннінг. Потім вона з'явилася в готичній мелодрамі «Прекрасні створіння», в якій зіграла головну роль Ліни Дюкейн, а також взяла участь у зйомках епічної картини «Коханці» режисера Ролана Жоффе.
У 2015 році Еліс стала режисером і сценаристом короткометражного фільму «The Boyfriend Game».

## Фільмографія
| Рік  | Назва                               | Роль         |
| ---- | ----------------------------------- | ------------ |
| 2001 | Listen                              | girl         |
| 2006 | The Water Diary                     | Ziggy        |
| 2008 | Flame of the West                   | Casey        |
| 2008 | 8                                   | Ziggy        |
| 2012 | Ginger & Rosa                       | Rosa         |
| 2013 | In Fear                             | Lucy         |
| 2013 | Прекрасні створіння                 | Ліна Дюкейн  |
| 2014 | New Worlds                          | Hope Russell |
| 2015 | Джонатан Стрейндж та містер Норрелл | Леді Поул    |
| 2015 | Коханці                             | Доллі        |
| 2021 | У руках пса                         | Бастер       |